# 八不沙

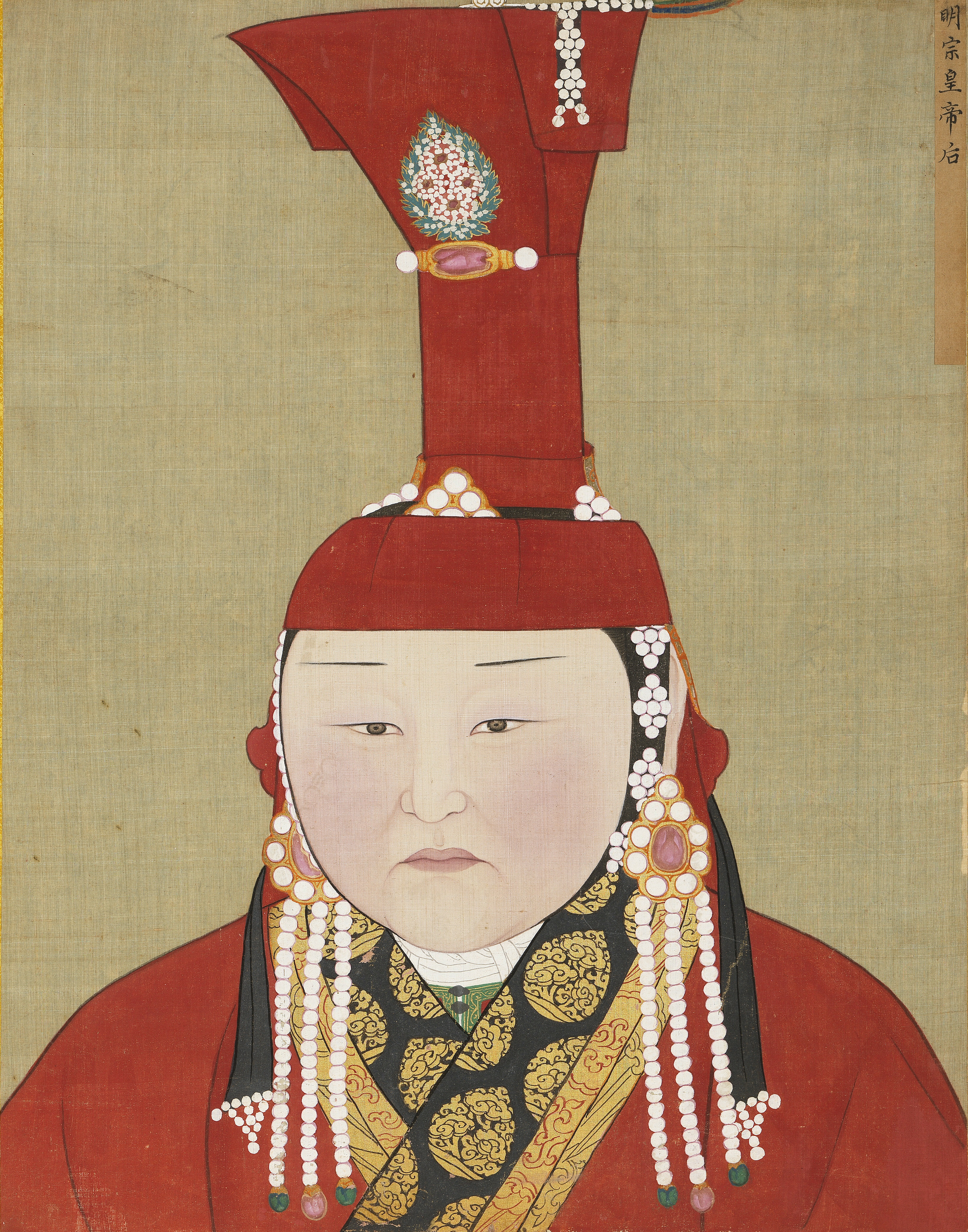
八不沙皇后

八不沙（14世纪—1330年），元明宗的皇后。乃蛮真氏，寿宁公主（甘麻剌女儿、元成宗侄女）之女。
出生年份不詳，侍奉周王和世㻋（明宗）于潜邸，仁宗延祐三年（1316年）周王出镇云南，中途在关中举兵，事败，逃往察合台汗国，八不沙未随，留居京师。泰定帝即位后，八不沙被护送至周王处，于泰定三年（1326年）生子懿璘质班（元宁宗）。天历二年（1329年），周王和世㻋即位为明宗，立为皇后。设立宁徽寺，掌管明宗皇后八不沙的宫事，以万锭宝钞、币帛二千匹，来供后宫费用。八月，明宗暴亡。文宗即位后，继掌宫事。十一月，八不沙请即位的元文宗为明宗资冥福，元文宗命帝师率诸僧在大天源延圣寺作佛事七日，道士在玉虚、天宝、太乙、万寿四宫，及武当山、龙虎山建醮。至顺元年（1330年），元文宗敕令有司供给八不沙等明宗的后宫二百匹币帛。文宗想要传位于自己的儿子，八不沙皇后遭构难。此年四月，八不沙被元文宗皇后卜答失里、宦者拜住所害。

## 延伸阅读
[在维基数据编辑]
 《元史·卷114》，出自宋濂《元史》
 《新元史/卷104》，出自柯劭忞《新元史》
 在维基共享资源阅览影像